# 오카다 가쓰야
오카다 가쓰야(일본어: 岡田 克也, 1953년 7월 14일 ~ )는 일본의 정치인이다. 입헌민주당 중의원 의원이다. 민주당 소속으로 2009년부터 2010년까지 하토야마 유키오 내각의 외무상을 맡았다. 이후 2016년 신당 민진당의 대표로 선출됐다. 무라카미 신지로(村上信二郎)의 사위이며 처남은 무라카미 세이이치로이다.

## 경력
미에 현에서 기업가의 차남으로 태어나 도쿄 대학 법학부를 졸업했고, 1976년 통상산업성에 입성하여 중소기업 대책이나 석유문제 등을 담당했다. 1985년 미국 하버드 대학교 국제문제연구소에 파견돼 1년간 연구원으로 지냈다. 1988년 7월 통산성에서 물러나 자유민주당의 후보로서 1990년 중의원 선거에 출마하여 당선됐다. 1993년 자민당을 탈당해 오자와 이치로를 따라 신생당 결성에 참가했고, 2009년 8월 중의원 선거에서는 소선거구제 도입 이래 최대 득표수로 재선에 성공했다. 같은해 9월에 발족한 하토야마 유키오 내각의 외무상에 취임해 2010년 9월까지 재임했다. 2012년 1월에는 노다 제1차 개조내각에서 부총리, 내각부 특명담당대신（행정쇄신, 저출산 대책, 「새로운 공공」, 남녀공동 참획）에 취임.
2013년 제2차 아베 신조 내각 출범 이후 제1야당이 된 민주당 소속 의원으로 남아있다가, 2016년 민진당이 창당되면서 대표로 선출됐다. 당선과 함께 오카다 대표는 오는 7월 참의원 선거에서 패할 시 9월에 있을 당대표 경선에 나서지 않겠다고 선언했다.5월 3일에는 아베 내각의 헌법 9조 개정 움직임과 관련해, "입헌주의의 본질을 전혀 이해하지 않고 그것을 크게 손상해온 아베·자민당 정권은 드디어 헌법 개정이라는 '핵심'에 착수하려 하고 있다"고 지적하고, "일본 헌법의 근간인 평화주의를 끝까지 지킬 것"이라고 호헌 의사를 밝혔다.

## 관련 단체
- 재일한국인을 필두로 하는 영주 외국인 주민의 법적지위 향상을 추진하는 의원 연맹 회장
- 민주당 한일의원 교류위원회 고문
- 베이징 올림픽을 지원하는 의원 모임 부회장
- 한일의원연맹 소속
- NGO 해외활동추진의원연맹
- 핵군축촉진의원연맹

## 역대 선거 결과
|  | 13.8% |

|  | 20.5% |

|  | 57.86% |

|  | 54.16% |

|  | 62.05% |

|  | 60.09% |

|  | 72.20% |

|  | 64.11% |

|  | 64.03% |

|  | 64.34% |

|  | 64.05% |

## 같이 보기
- 주니치 신문
- 신진당
- 신자유주의
- 세계일보 (일본)